# گاتس (برزرک)
گاتس (به ژاپنی: ガッツ، گاهی اوقات به صورت لاتین‌نویسی به نام گوتس) یک شخصیت خیالی و قهرمان داستان مانگای برزرک اثر کنتارو میورا است. گاتس مزدوری است که از گروهی به گروه دیگر و همراهی به همراهی دیگر سفر می‌کند. پس از ملاقات با گریفیث، گاتس در نبرد توسط او شکست می‌خورد و مجبور می‌شود به گروه هاوک بپیوندد، زیرا وی اعلام می‌کند که اکنون «مالک» اوست. رابطه پویا و متلاطم بین گاتس و گریفیث، رهبر گروه هاوک، تمرکز اصلی مانگا را تشکیل می‌دهد. پس از وقایع کسوف که طی آن ساعد چپ و چشم راست خود را از دست می‌دهد، گاتس به دنبال انتقام از گریفیث است.
این شخصیت همچنین در انیمیشن‌های اقتباسی برزرک و همچنین بازی‌های ویدیویی با صداپیشگان متعدد ظاهر شده‌است. میورا شخصیت گاتس را زمانی که دستیار جرج موریکاوا بودند، مفهوم سازی کرد. او از تأثیرات متعددی از جمله مشت ستاره شمالی، دورورو، مکس دیوانه، کونان بربر و دیگران نام می‌برد.
پاسخ انتقادی به گاتس بسیار مثبت بوده‌است. گاتس به خاطر مضامینی که در نتیجه داستان غم‌انگیزش تجسم می‌کند و اینکه چگونه در این فرایند به یک ضدقهرمان تبدیل می‌شود، مورد ستایش قرار گرفته‌است، تا جایی که یکی از نمادین‌ترین شخصیت‌های مانگا و انیمه است.

## ایجاد و طراحی
کنتارو میورا در حالی که برای مدت کوتاهی به عنوان دستیار جورج موریکاوا در ۱۸ سالگی کار می‌کرد، از قبل ایده‌هایی را برای توسعه برزرک طراحی، با داشتن یک جنگجوی تاریک با یک شمشیر غول‌پیکر که در کارنامه‌اش به تصویر کشیده شده بود که بعدها به اولین مفهوم گاتس تبدیل شد.
میورا اظهار داشت که الهام بخشیدن به عنوان سریال در زمان ساخت پراکنده بود. او اطلاعاتی در مورد دیوانه‌ها یا زره‌های برزرکر (که برای اولین بار در فصل ۲۲۲ ظاهر شد) نداشت، که از همان ابتدا برنامه‌ریزی شده بود. او این کلمه را انتخاب کرد و به خود گفت که «جنبه مرموز آن به خوبی می‌چسبد». میورا گفت که این عنوان با تصاویر گاتس مرتبط است، تحت تأثیر شخصیت همنام مکس دیوانه، و توضیح بیشتری داد: «به‌طور خلاصه، شروع از دنیایی با قهرمانی تاریک که برای انتقام می‌سوزد، شما را به تصور یک شخصیت هار وادار می‌کند. هنگامی که با هدایت خشم خود، این خشم را بر سر دشمنان مغلوب فرو می‌ریزد، اگر می‌خواهید ثابت قدم بمانید، باید بر تعصب او پافشاری کنیم. به همین دلیل بود که فکر می‌کردم «برسرک» عنوانی بی‌نقص برای نمایش جهان من خواهد ساخت.»

### شخصیت پردازی و تأثیرات
برخی از جنبه‌های گاتس (شخصیت و طراحی) تا حدی از دوست دبیرستانی میورا و بعدها هنرمند مانگا کوجی موری الهام گرفته شده‌است. توسط مکس دیوانه، و توسط روتخر هاور در نقش‌آفرینی گوشت و خون، بلید رانر، بین‌راهی و The Blood of Heroes. دست مصنوعی گاتس از قهرمان همنام هیاککیمارو و کبرا دورورو الهام گرفته شده '. کرت، قهرمان Pygmalio، توسط شینجی وادا، و تصویری از یک غول که شمشیر در دست دارد، که در ملکه برفی (Snow Saga اسپین‌آف) نشان داده شده‌است، با ترکیب شمشیرهای هر دو شخصیت، اندازه شمشیر گاتز، اژدها کش را الهام گرفته‌است.

زرهٔ برزرکر گاتس از ترندهای شونن مانگا مشتق شده‌است.

میورا اظهار داشت که هنگام کشیدن اژدها قاتل، می‌خواست از اثر مشت کنشیرو یا راو (مشت ستاره شمالی) که از صفحه بیرون می‌پرد، تقلید کند، اما او احساس کرد که شمشیر گات همان را ندارد. احساس وزن به عنوان یک مشت او می‌خواست حس «توسعه واقعیت» را به شمشیر منتقل کند، شبیه به تصویر کشیدن هنر رزمی هوکوتو شینکن ' شمالی، و آن را برای خوانندگان قابل باور کند. میورا اظهار داشت که «شمشیرزن سیاه» گاتز اولین چیزی بود که او روی آن قرار گرفت، اما او هیچ ایده‌ای دربارهٔ پیشینه‌اش نداشت. او تا حدود جلد سوم یا چهارم روی رشد شخصیت متمرکز بود و سپس به این فکر می‌کرد که چه چیزی او را به انتقام کشانده‌است. میورا همچنین گفت که داستان دعوای گاتز و گریفیث از تغییر آنها پس از ساختن شخصیت آنها صحبت می‌کند. میورا اظهار داشت که او گروه گروه هاوک را بر اساس تجربه رابطه دوستانه دبیرستانی خود بنا کرده‌است. به‌طور خاص، او اشاره کرد که دوستی‌اش با کوجی موری، هنرمند بعدی مانگا، تا حدی الهام‌بخش رابطه گاتز و گریفیث شد.
با توجه به طراحی خود، میورا قبل از انتشار سریال، این ایده را نداشت که به گاتز یک زره برای محافظت از او در طول نبردها بدهد. میورا ادعا کرد که همه چیز برای آشکار شدن این عنصر آماده است. نویسنده مانگا دریافت که این ورود قدرت‌ها برای استفاده در برابر آنتاگونیست‌های قدرتمند در شونن بیشتر از مانگای سینن است. در اصل، میورا هدف گاتز را داشت تا تمام مسائل خود را با قدرت بدنی حل کند تا اینکه مانگا به یک محیط جادویی تری دست یافت. با جستجو، راه حلی را که خواننده آموخته بود، پیدا کرد. زرهی که کاربر را دیوانه می‌کند. او آن را کامل از مجموعه ای به نام برزرک یافت. گفته می‌شود که دیوانه باستانی برای خشم دارو مصرف می‌کرد. همان‌طور که به نوعی، درد داروی روده است، کل چیز یک کل منسجم بود. زرهٔ برزرکر که با قدرت‌های شیرکه جفت شده بود به عنوان یک تقویت عظیم برای گاتس پیدا شد و قدرت‌های خداگونه به او می‌داد.